# Farní sbor Českobratrské církve evangelické v České Lípě
Farní sbor Českobratrské církve evangelické v České Lípě je sborem Českobratrské církve evangelické v České Lípě. Sbor spadá pod Liberecký seniorát. Evangelická modlitebna je od roku 1951 v Chelčického ulici, Česká Lípa.
Farářkou sboru je Petra Náhlovská a kurátorkou sboru je Milan Přívratský.

## Historie
V České Lípě byl založen farní sbor ČCE v roce 1947. Do roku 1951, kdy získal současnou budovu v Chelčické ulici, pořádal bohoslužby v bývalém českolipském evangelickém kostele.

## Faráři sboru
- Miloš Rejchrt (1970–1972 odňat st. souhlas)
- Miloslav Vašina (1990–1992)
- Marek Lukášek (1992–2010)
- Tomáš Mencl (2010–2015)
- Petra Náhlovská (2015–dosud)

## Noc kostelů
V květnu 2013 se modlitebna zapojila do akce Noc kostelů. Veřejnosti byl poskytnut výklad s prohlídkou objektu.

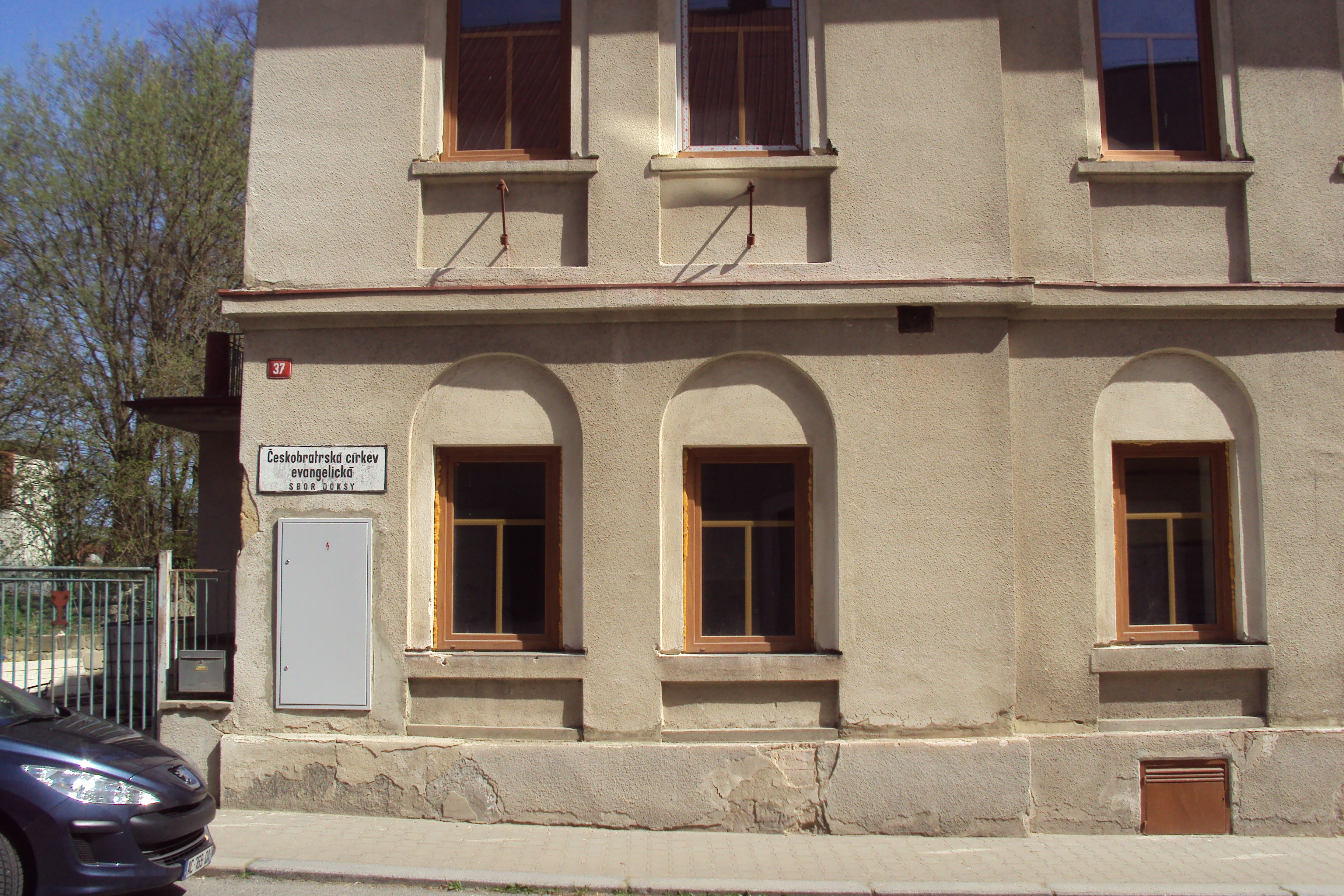
Kazatelská stanice (do roku 2006 farní sbor) v Doksech